# Best of Lara Fabian
Best of Lara Fabian là album tuyển tập đầu tiên của nữ ca sĩ người Bỉ-Canada Lara Fabian. Album ra mắt ở vị trí quán quân trên bảng xếp hạng album Ultratop Wallonie của Bỉ.
Album chủ yếu tập trung vào các nhạc phẩm thành công tại Pháp của Fabian, không sử dụng album đầu tay và các đĩa đơn trước album này. Album bao gồm tất cả các đĩa đơn từng lọt vào bảng xếp hạng ngoại trừ "I Am Who I Am", "Love by Grace", "Aimer déjà", "L'homme qui n'avait pas de maison" và "Soleil, soleil." Bên cạnh các đĩa đơn hit, album cũng bao gồm 2 bài hát mới: đĩa đơn "On s'aimerait tout bas" và một bản song ca giả tưởng với Ray Charles, "Ensemble." Album cũng có sẵn một phiên bản giới hạn đi kèm với một đĩa DVD phiên bản đặc biệt của chuyến lưu diễn quảng bá cho album Toutes les femmes en moi. Tại Canada, album được phát hành vào năm 2011 với danh sách bài hát mới và được đổi tên thành Je Me Souviens.
Ngày 29 tháng 4 năm 2011, album nhận được chứng nhận Bạch kim tại Bỉ với doanh số đạt 20.000 bản.

## Danh sách bài hát

### Đĩa 1
| Thứ tự | Tựa đề                                              | Sáng tác                                                 | Album gốc           | Thời lượng |
| ------ | --------------------------------------------------- | -------------------------------------------------------- | ------------------- | ---------- |
| 1.     | "On s'aimerait tout bas"                            | Maxime Le Forestier, Stanislas                           | Best of Lara Fabian | 04:01      |
| 2.     | "Je t'aime"                                         | Rick Allison, Lara Fabian, Parent Mario                  | Pure                | 04:22      |
| 3.     | "Tout"                                              | Rick Allison, Lara Fabian                                | Pure                | 04:17      |
| 4.     | "Si tu m'aimes"                                     | Rick Allison, Lara Fabian                                | Pure                | 03:30      |
| 5.     | "Humana"                                            | Rick Allison, Lara Fabian, Evan Rogers, Carl Sturken     | Pure                | 05:38      |
| 6.     | "La différence"                                     | Rick Allison, Lara Fabian                                | Pure                | 04:14      |
| 7.     | "Pas sans toi"                                      | Rick Allison, Lara Fabian                                | Carpe diem          | 04:44      |
| 8.     | "Tu t'en vas"                                       | Rick Allison, Lara Fabian, Parent Mario                  | Carpe diem          | 03:47      |
| 9.     | "Je suis malade"                                    | Serge Lama, Alice Dona                                   | Carpe diem          | 04:24      |
| 10.    | "Requiem pour un fou" (song ca với Johnny Hallyday) | G Layani, Gilles Thibaut                                 | Live 1999           | 04:04      |
| 11.    | "Perdere l'amore"                                   | Marcello Marrocchi, Giampiero Artegiani                  | Live 1999           | 04:58      |
| 12.    | "Adagio"                                            | Tomaso Albinoni, Rick Allison, Lara Fabian, Dave Pickell | Lara Fabian         | 04:26      |
| 13.    | "I Will Love Again"                                 | Paul Barry, Mark Taylor                                  | Lara Fabian         | 03:44      |
| 14.    | "Broken Vow"                                        | Walter Afanasieff, Lara Fabian                           | Lara Fabian         | 05:14      |

### Đĩa 2
| Thứ tự | Tựa đề                                  | Sáng tác                                                            | Album gốc                | Thời lượng |
| ------ | --------------------------------------- | ------------------------------------------------------------------- | ------------------------ | ---------- |
| 1.     | "Ensemble" (song ca với Ray Charles)    | Varda Kakon, Arlette Kotchounian, Pierre Marie dit Mams             | Best of Lara Fabian      | 03:51      |
| 2.     | "J'y crois encore"                      | Lara Fabian, Rick Allison                                           | Nue                      | 03:28      |
| 3.     | "Immortelle"                            | Lara Fabian, Rick Allison                                           | Nue                      | 05:15      |
| 4.     | "Tu es mon autre" (song ca với Maurane) | Lara Fabian, Rick Allison                                           | Nue                      | 03:41      |
| 5.     | "Je t'aime" (trực tiếp)                 | Lara Fabian, Rick Allison, Parent Mario                             | En toute intimité        | 04:43      |
| 6.     | "Bambina"                               | Lara Fabian, Janey Clewer                                           | Nue                      | 04:23      |
| 7.     | "La lettre"                             | Lara Fabian, Jean-Félix Lalanne                                     | 9                        | 03:53      |
| 8.     | "Ne lui parlez plus d'elle"             | Lara Fabian, Jean-Félix Lalanne                                     | 9                        | 04:03      |
| 9.     | "Je me souviens"                        | Lara Fabian, Jérémy Jouniaux                                        | 9                        | 03:17      |
| 10.    | "Aime"                                  | Lara Fabian, Jérémy Jouniaux                                        | Un regard 9 Live         | 04:00      |
| 11.    | "Un cuore malato" (với Gigi D'Alessio)  | Mogol, Gigi D'Alessio                                               | Made in Italy            | 04:40      |
| 12.    | "Göttingen"                             | Barbara                                                             | Toutes les femmes en moi | 05:35      |
| 13.    | "Toutes les femmes en moi"              | Lara Fabian                                                         | Toutes les femmes en moi | 04:05      |
| 14.    | "No Big Deal"                           | Eliot Kennedy, Tim Woodcock, Gary Barlow, Lara Fabian, Rick Allison | A Wonderful Life         | 03:57      |
| 15.    | "The Last Goodbye"                      | Stephen Robson, Wayne Hector                                        | A Wonderful Life         | 04:19      |
| 16.    | "I Guess I Loved You"                   | Anders Bagge, Peer Åström, Lara Fabian, Rick Allison                | A Wonderful Life         | 03:33      |

## Xếp hạng và chứng nhận
| Bảng xếp hạng (2010–11)             | Vị trí cao nhất |
| ----------------------------------- | --------------- |
| Album Bỉ (Ultratop Vlaanderen)      | 96              |
| Album Bỉ (Ultratop Wallonie)        | 1               |
| Album Thụy Sĩ (Schweizer Hitparade) | 97              |
| Album Pháp (SNEP)                   | 172             |

| Bảng xếp hạng (2010)                  | Vị trí |
| ------------------------------------- | ------ |
| Bỉ (Ultratop Wallonia)                | 30     |
| Bỉ Belgian Albums (Ultratop Wallonia) | 4      |
| Bảng xếp hạng (2011)                  | Vị trí |
| Bỉ (Ultratop Wallonia)                | 25     |
| Bỉ Belgian Albums (Ultratop Wallonia) | 5      |

| Quốc gia                                                                           | Chứng nhận | Số đơn vị/doanh số chứng nhận |
| ---------------------------------------------------------------------------------- | ---------- | ----------------------------- |
| Bỉ (BEA)                                                                           | Bạch kim   | 20.000*                       |
| Pháp (SNEP)                                                                        | —          | 48.900                        |
| * Chứng nhận dựa theo doanh số tiêu thụ. ^ Chứng nhận dựa theo doanh số nhập hàng. |            |                               |